# 陆闳
陆闳（?—?），字子春，吴郡吴县（今江苏省苏州市）人，东汉人物，官至尚书令。陆畅之子。
陆闳担任颍川郡太守时，进献凤皇甘露的祥瑞。陆闳在汉光武帝建武年间任尚书令。陆闳仪态潇洒，喜欢穿着越地的布料制成的单衣，光武帝刘秀见了很喜欢。自此后，常令会稽郡进献越布。

## 子孙
- 陆卬
- 陆温
- 陆桓，陆桓之子陆续。陆续三子：陆稠、陆逢、陆褒。陆褒之子陆康、陆纡。陆康之子陆绩；陆纡之子陆骏，陆骏之子陆逊、陆瑁。